# Rosyjski Komitet na Łotwie
Rosyjski Komitet na Łotwie (niem. Vertrauensstelle für die Russische Volksgruppe im Generalbezirk Lettland, ros. Русский Комитет) – organ przedstawicielski Rosjan mieszkających na Łotwie podczas II wojny światowej
Komitet został utworzony na pocz. 1943 r. w Rydze. Oddziały terenowe powstały w innych łotewskich miejscowościach, a także na północno-zachodnich okupowanych terenach ZSRR. W jego skład weszli m.in. burmistrz Pskowa Wasilij M. Czerepienkin, b. burmistrz Nowogrodu Paromienski, duchowny misji prawosławnej w Rydze Gieorgij M. Benningsen, redaktor gazety "За Родину" Chromienko, por. Iwan S. Bożenko. Komitet miał reprezentować interesy ludności rosyjskiej mieszkającej na Łotwie wobec niemieckich władz okupacyjnych. Faktycznie jego zadaniami stało się prowadzenie werbunku do Rosyjskiej Armii Wyzwoleńczej (ROA) i propagandy w tym kierunku. W kwietniu-maju 1943 r. wraz z członkami Komitetu odbył propagandową podróż po różnych miastach północno-zachodniej Rosji gen. Andriej A. Własow. Komitet był zwalczany przez samorząd łotewski gen. Oskarsa Dankersa, który próbował ograniczać jego działalność.